# Partidul Național Scoțian
Partidul Național Scoțian (SNP; scoțiană Scots National Pairty, gaelică scoțiană Pàrtaidh Nàiseanta na h-Alba) este un partid din Scoția naționalist, regionalist, și social democrat. SNP susține și face campanii pentru independența Scoției față de Regatul Unit și pentru aderarea la Uniunea Europeană, cu o platformă bazată pe naționalismul civic. SNP este cel mai mare partid politic din Scoția, unde are cele mai multe locuri în Parlamentul scoțian și 45 din cele 59 de locuri scoțiene din Camera Comunelor de la Westminster și este al treilea cel mai mare partid politic din Regatul Unit, în spatele Partidului Laburist și al Partidului Conservator. Actualul lider al Partidului Național Scoțian, Nicola Sturgeon, a fost primul ministru al Scoției din 20 noiembrie 2014. 
Fondat în 1934 odată cu fuzionarea Partidului Național din Scoția și a Partidului Scoțian, partidul a avut o reprezentare parlamentară continuă în Westminster de când Winnie Ewing a câștigat alegerile secundare din 1967 din Hamilton. Odată cu înființarea Parlamentului scoțian în 1999, SNP a devenit al doilea cel mai mare partid, ocupând două mandate și intrând în opoziție. SNP a câștigat puterea sub Alex Salmond la alegerile pentru parlamentul scoțian din 2007, formând un guvern minoritar, înainte de a câștiga alegerile parlamentare din 2011, după care a format primul guvern majoritar al lui Holyrood. După ce Scoția a votat împotriva independenței în referendumul din 2014, Salmond a demisionat și a fost succedat de Sturgeon. SNP a fost redus la un guvern minoritar la alegerile din 2016. 
SNP este cel mai mare partid politic din Scoția în ceea ce privește ambele locuri din parlamentele Westminster și Holyrood, precum și membri, ajungând la 125.691 de membri începând din martie 2021, 45 de membrii ai parlamentului (deputați), 64 de deputați în Parlamentul scoțian (MSP) și 400 de consilieri locali. SNP este membru al Alianței Libere Europene (ALE). Partidul nu are membri în Camera Lorzilor, întrucât a menținut întotdeauna poziția de a obiecta față de o cameră superioară care nu este aleasă.

## Performanțe electorale

### Parlamentul Scoției
| Alegeri | Lider           | Circumscripție | Circumscripție | Circumscripție | Regional  | Regional | Regional | Total locuri | +/–  | Poziție | Guvern                                             |
| Alegeri | Lider           | Voturi         | %              | Locuri         | Voturi    | %        | Locuri   | Total locuri | +/–  | Poziție | Guvern                                             |
| ------- | --------------- | -------------- | -------------- | -------------- | --------- | -------- | -------- | ------------ | ---- | ------- | -------------------------------------------------- |
| 1999    | Alex Salmond    | 672,768        | 28.7           | 7 / 73         | 638,644   | 27.3     | 28 / 56  | 35 / 129     |      | ▬ 2     | Opoziție                                           |
| 2003    | John Swinney    | 455,722        | 23.7           | 9 / 73         | 399,659   | 20.9     | 18 / 56  | 27 / 129     | ▼ 8  | ▬ 2     | Opoziție                                           |
| 2007    | Alex Salmond    | 664,227        | 32.9           | 21 / 73        | 633,611   | 31.0     | 26 / 56  | 47 / 129     | ▲ 20 | ▲ 1     | Minoritate                                         |
| 2011    | Alex Salmond    | 902,915        | 45.4           | 53 / 73        | 876,421   | 44.0     | 16 / 56  | 69 / 129     | ▲ 22 | ▬ 1     | Majoritate                                         |
| 2016    | Nicola Sturgeon | 1,059,898      | 46.5           | 59 / 73        | 953,587   | 41.7     | 4 / 56   | 63 / 129     | ▼ 6  | ▬ 1     | Minoritate                                         |
| 2021    | Nicola Sturgeon | 1,291,204      | 47.7           | 62 / 73        | 1,094,374 | 40.3     | 2 / 56   | 64 / 129     | ▲ 1  | ▬ 1     | Majoritate (acord de cooperare cu Verzii Scoțieni) |

### Camera Comunelor

2017 este cea mai bună performanță electorală a SNP până în prezent.

| Alegeri  | Lider                 | Scoția    | Scoția | Scoția  | +/–  | Poziție | Poziție      | Guvern   |
| Alegeri  | Lider                 | Voturi    | %      | Locuri  | +/–  | Scoția  | Regatul Unit | Guvern   |
| -------- | --------------------- | --------- | ------ | ------- | ---- | ------- | ------------ | -------- |
| 1935     | Sir Alexander MacEwen | 29,517    | 1.1    | 0 / 71  |      | ▬       | ▬            | N/A      |
| 1945     | Douglas Young         | 26,707    | 1.2    | 0 / 71  | ▬    | ▬       | ▬            | N/A      |
| 1950     | Robert McIntyre       | 9,708     | 0.4    | 0 / 71  | ▬    | ▬       | ▬            | N/A      |
| 1951     | Robert McIntyre       | 7,299     | 0.3    | 0 / 71  | ▬    | ▬       | ▬            | N/A      |
| 1955     | Robert McIntyre       | 12,112    | 0.5    | 0 / 71  | ▬    | ▬       | ▬            | N/A      |
| 1959     | Jimmy Halliday        | 21,738    | 0.5    | 0 / 71  | ▬    | ▬       | ▬            | N/A      |
| 1964     | Arthur Donaldson      | 64,044    | 2.4    | 0 / 71  | ▬    | ▬       | ▬            | N/A      |
| 1966     | Arthur Donaldson      | 128,474   | 5.0    | 0 / 71  | ▬    | ▬       | ▬            | N/A      |
| 1970     | William Wolfe         | 306,802   | 11.4   | 1 / 71  | ▲ 1  | ▲ 4     | ▲ 5          | Opoziție |
| Feb 1974 | William Wolfe         | 633,180   | 21.9   | 7 / 71  | ▲ 6  | ▲ 3     | ▲ 4          | Opoziție |
| Oct 1974 | William Wolfe         | 839,617   | 30.4   | 11 / 71 | ▲ 4  | ▬ 3     | ▬ 4          | Opoziție |
| 1979     | William Wolfe         | 504,259   | 17.3   | 2 / 71  | ▼ 9  | ▼ 4     | ▼ 6          | Opoziție |
| 1983     | Gordon Wilson         | 331,975   | 11.7   | 2 / 72  | ▬    | ▼ 5     | ▼ 7          | Opoziție |
| 1987     | Gordon Wilson         | 416,473   | 14.0   | 3 / 72  | ▲ 1  | ▲ 4     | ▲ 5          | Opoziție |
| 1992     | Alex Salmond          | 629,564   | 21.5   | 3 / 72  | ▬    | ▬ 4     | ▼ 7          | Opoziție |
| 1997     | Alex Salmond          | 621,550   | 22.1   | 6 / 72  | ▲ 3  | ▲ 3     | ▲ 5          | Opoziție |
| 2001     | John Swinney          | 464,314   | 20.1   | 5 / 72  | ▼ 1  | ▬ 3     | ▬ 5          | Opoziție |
| 2005     | Alex Salmond          | 412,267   | 17.7   | 6 / 59  | ▲ 1  | ▬ 3     | ▬ 5          | Opoziție |
| 2010     | Alex Salmond          | 491,386   | 19.9   | 6 / 59  | ▬    | ▬ 3     | ▬ 5          | Opoziție |
| 2015     | Nicola Sturgeon       | 1,454,436 | 50.0   | 56 / 59 | ▲ 50 | ▲ 1     | ▲ 3          | Opoziție |
| 2017     | Nicola Sturgeon       | 959,090   | 36.9   | 35 / 59 | ▼ 21 | ▬ 1     | ▬ 3          | Opoziție |
| 2019     | Nicola Sturgeon       | 1,242,380 | 45.0   | 48 / 59 | ▲ 13 | ▬ 1     | ▬ 3          | Opoziție |

### Consilii locale
| Alegeri | Voturi | Voturi | Locuri      | +/–   | Note                            |
| Alegeri | %      | Pos.   | Locuri      | +/–   | Note                            |
| ------- | ------ | ------ | ----------- | ----- | ------------------------------- |
| 1995    | 26.1   | ▬ 2    | 181 / 1.222 |       |                                 |
| 1999    | 28.9   | ▬ 2    | 201 / 1.222 | ▲ 20  |                                 |
| 2003    | 24.1   | ▬ 2    | 171 / 1.222 | ▼ 30  |                                 |
| 2007    | 29.7   | ▲ 1    | 363 / 1.222 | ▲ 192 | Vot unic transferabil introdus. |
| 2012    | 32.3   | ▬ 1    | 425 / 1.223 | ▲ 62  |                                 |
| 2017    | 32.3   | ▬ 1    | 431 / 1.227 | ▲ 6   |                                 |

### Parlamentul European (1979–2020)

SNP a realizat pluralități în toate zonele consiliului continental din 2019.

Partidul a câștigat controlul a 5 districte în 1977.

| Alegeri | Grup | Grup | Grup  | Voturi | Voturi | Locuri                                       | +/– | Note                                   |
| Alegeri | Grup | Grup | Grup  | %      | Pos.   | Locuri                                       | +/– | Note                                   |
| ------- | ---- | ---- | ----- | ------ | ------ | -------------------------------------------- | --- | -------------------------------------- |
| 1979    |      |      | EPD   | 19.4   | ▬ 3    | 1 / 8                                        |     |                                        |
| 1984    | EDA  | 17.8 | ▬ 3   | 1 / 8  | ▬      |                                              |     |                                        |
| 1989    |      |      | RBW   | 25.6   | ▲ 2    | 1 / 8                                        | ▬   |                                        |
| 1994    |      |      | ERA   | 32.6   | ▬ 2    | 2 / 8                                        | ▲ 1 |                                        |
| 1999    |      |      | G-EFA | 27.2   | ▬ 2    | 2 / 8                                        | ▬   | Reprezentarea proporțională introdusă. |
| 2004    | 19.7 | ▬ 2  | G-EFA | 2 / 7  | ▬      |                                              |     |                                        |
| 2009    | 29.1 | ▲ 1  | G-EFA | 2 / 6  | ▬      |                                              |     |                                        |
| 2014    | 29.0 | ▬ 1  | G-EFA | 2 / 6  | ▬      |                                              |     |                                        |
| 2019    | 37.8 | ▬ 1  | G-EFA | 3 / 6  | ▲ 1    | Ultimele alegeri europene înainte de Brexit. |     |                                        |